# علاقات جزر القمر الخارجية
انضمت جزر القمر إلى الأمم المتحدة في نوفمبر عام 1975، وأصبحت العضو رقم 143 فيها. وقد تم تعريف الأمة الجديدة بأنها تتكون من الأرخبيل بأكمله، على الرغم من أن فرنسا تحتفظ بالسيطرة على جزيرة مايوت.

## ملخص
جزر القمر بالإضافة إلى عضويها في الأمم المتحدة، فهي أيضًا عضو في كل من: الاتحاد الأفريقي، وجامعة الدول العربية، وصندوق التنمية الأوروبي، والبنك الدولي، وصندوق النقد الدولي، ولجنة المحيط الهندي، وبنك التنمية الأفريقي .
عملت حكومة جزر القمر على تعزيز العلاقات الوثيقة مع الدول العربية الأكثر محافظة (والغنية بالنفط)، مثل المملكة العربية السعودية والكويت.  وكثيرًا ما تلقت جزر القمر مساعدات من هذه البلدان والمؤسسات المالية الإقليمية التي لها سلطة عليها ، مثل المصرف العربي للتنمية الاقتصادية في أفريقيا والصندوق العربي للإنماء الأقتصادي والاجتماعي .  في أكتوبر 1993م، انضمت جزر القمر إلى جامعة الدول العربية، بعد أن تم رفض طلبها في المرة الأولى عندما تقدمت بطلب العضوية في عام 1977. 
العلاقات الإقليمية لجزر القمر كانت جيدة بشكل عام.  ففي عام 1985م، وافقت كل من: مدغشقر، وموريشيوس، وسيشل على قبول جزر القمر بوصفها عضو رابع في لجنة المحيط الهندي، تلك المنظمة التي تأسست في عام 1982م، من أجل تشجيع التعاون الإقليمي.  وفي عام 1993م، كان لموريشيوس وسيشل اثنتان من السفارات الخمس في موروني، وكانت موريشيوس ومدغشقر مرتبطتين بجمهورية جزر القمر من خلال العديد من الرحلات التجارية المنتظمة. 
في نوفمبر 1975م، أصبحت جزر القمر العضو رقم 143 في الأمم المتحدة. وفي التسعينيات من القرن العشرين، واصلت الجمهورية تمثيل ماهوري في الأمم المتحدة.  وكانت جزر القمر أيضًا عضوًا في منظمة الوحدة الأفريقية، وصندوق التنمية الأوروبي، والبنك الدولي، وصندوق النقد الدولي، واللجنة الأولمبية الدولية، وبنك التنمية الأفريقي . 
وهكذا، عملت جزر القمر على تنمية علاقاتها مع مختلف الدول، سواء الشرقية منها أم الغربية، سعياً منها إلى زيادة التجارة والحصول على المساعدات المالية.  ولكن في عام 1994م، واجهت جزر القمر بشكل متزايد الحاجة إلى التحكم في نفقاتها، وإعادة تنظيم اقتصادها؛ حتى يتم النظر إليها باعتبارها مستقبل آمن للاستثمار. 

## العلاقات الدبلوماسية
قائمة الدول التي تقيم جزر القمر علاقات دبلوماسية معها:
| #   | الدولة                      | التاريخ        |
| --- | --------------------------- | -------------- |
| 1   | الصين                       | 13 نوفمبر 1975 |
| 2   | كوريا الشمالية              | 13 نوفمبر 1975 |
| 3   | سوريا                       | 25 نوفمبر 1975 |
| 4   | روسيا                       | 6 يناير 1976   |
| 5   | ليبيا                       | 1 أبريل 1976   |
| 6   | الكويت                      | 3 مايو 1976    |
| 7   | العراق                      | 1 يونيو 1976   |
| 8   | جمهورية التشيك              | 7 يونيو 1976   |
| 9   | مصر                         | 28 يونيو 1976  |
| 10  | الهند                       | يونيو 1976     |
| 11  | السنغال                     | 10 يوليو 1976  |
| 12  | رومانيا                     | 12 أغسطس 1976  |
| 13  | إيران                       | سبتمبر 1976    |
| 14  | إيطاليا                     | 1 نوفمبر 1976  |
| 15  | مدغشقر                      | 12 نوفمبر 1976 |
| 16  | بلجيكا                      | 15 نوفمبر 1976 |
| 17  | صربيا                       | 24 نوفمبر 1976 |
| 18  | كوبا                        | 21 ديسمبر 1976 |
| 19  | تنزانيا                     | 1976           |
| 20  | تونس                        | 1976           |
| 21  | هولندا                      | 21 فبراير 1977 |
| 22  | سويسرا                      | 1 مارس 1977    |
| 23  | الإمارات العربية المتحدة    | 2 يونيو 1977   |
| 24  | بلغاريا                     | 6 يونيو 1977   |
| 25  | بولندا                      | 6 يونيو 1977   |
| 26  | كندا                        | 16 يونيو 1977  |
| 27  | الولايات المتحدة            | 15 أغسطس 1977  |
| 28  | المملكة المتحدة             | 3 أكتوبر 1977  |
| 29  | اليابان                     | 14 نوفمبر 1977 |
| 30  | المجر                       | 30 نوفمبر 1977 |
| 31  | فنلندا                      | 19 ديسمبر 1977 |
| 32  | السويد                      | 1977           |
| 33  | لوكسمبورغ                   | 1 فبراير 1978  |
| 34  | ألمانيا                     | 2 فبراير 1978  |
| 35  | فرنسا                       | 3 يوليو 1978   |
| 36  | المغرب                      | 1978           |
| 37  | كوريا الجنوبية              | 19 فبراير 1979 |
| 38  | الجزائر                     | 27 فبراير 1979 |
| 39  | تركيا                       | 22 أغسطس 1979  |
| 40  | سلطنة عمان                  | 9 يناير 1981   |
| 41  | غينيا                       | 11 أغسطس 1981  |
| 42  | الدنمارك                    | 1 ديسمبر 1981  |
| 43  | نيجيريا                     | 5 نوفمبر 1982  |
| 44  | إسبانيا                     | 1 مارس 1983    |
| 45  | إندونيسيا                   | 19 مارس 1983   |
| 46  | المالديف                    | 20 يوليو 1983  |
| 47  | أستراليا                    | 27 يوليو 1983  |
| 48  | باكستان                     | 19 أكتوبر 1983 |
| 49  | جيبوتي                      | 29 مارس 1984   |
| 50  | البحرين                     | 1984           |
| 51  | السعودية                    | 1984           |
| 52  | اليمن                       | 6 يناير 1985   |
| 53  | موريشيوس                    | 25 فبراير 1985 |
| 54  | موزمبيق                     | 20 يونيو 1985  |
| 55  | تايلاند                     | 15 يوليو 1986  |
| 56  | سيشل                        | 30 يونيو 1988  |
| 57  | الأرجنتين                   | 28 سبتمبر 1988 |
| 58  | كولومبيا                    | 3 أكتوبر 1988  |
| 59  | بوليفيا                     | 3 أبريل 1989   |
| 60  | فنزويلا                     | 26 أكتوبر 1990 |
| —   | دولة فلسطين                 | 1990           |
| 61  | البوسنة والهرسك             | 10 ديسمبر 1992 |
| 62  | جنوب أفريقيا                | 14 مايو 1993   |
| 63  | أوكرانيا                    | 23 يوليو 1993  |
| 64  | البرتغال                    | 27 ديسمبر 1996 |
| 65  | بروناي                      | 16 فبراير 1999 |
| 66  | كرواتيا                     | 29 يونيو 1999  |
| 67  | مقدونيا الشمالية            | 29 يونيو 2000  |
| 68  | ماليزيا                     | 2000           |
| 69  | أيسلندا                     | 29 أكتوبر 2004 |
| 70  | أنغولا                      | 22 ديسمبر 2004 |
| 71  | البرازيل                    | 25 مارس 2005   |
| 72  | أوزبكستان                   | 21 مايو 2005   |
| 73  | زامبيا                      | 22 فبراير 2007 |
| 74  | النمسا                      | 8 مارس 2007    |
| 75  | أرمينيا                     | 2 يوليو 2008   |
| 76  | أندورا                      | 8 يوليو 2008   |
| 77  | المكسيك                     | 13 أكتوبر 2008 |
| 78  | سانت فينسنت والغرينادين     | 24 سبتمبر 2008 |
| 79  | الأوروغواي                  | 14 مايو 2009   |
| 80  | أذربيجان                    | 1 يناير 2010   |
| 81  | كمبوديا                     | 22 فبراير 2010 |
| 82  | لاتفيا                      | 24 فبراير 2010 |
| 83  | جورجيا                      | 26 مارس 2010   |
| 84  | إستونيا                     | 30 نوفمبر 2010 |
| 85  | الجبل الأسود                | 9 فبراير 2011  |
| 86  | جزر سليمان                  | 14 فبراير 2011 |
| 87  | سلوفينيا                    | 25 أبريل 2011  |
| 88  | السودان                     | 16 أغسطس 2011  |
| 89  | الفلبين                     | 25 نوفمبر 2011 |
| 90  | منغوليا                     | 5 ديسمبر 2011  |
| 91  | كازاخستان                   | 29 مارس 2012   |
| 92  | توفالو                      | 5 أبريل 2012   |
| 93  | غينيا الإستوائية            | 29 أغسطس 2012  |
| 94  | سنغافورة                    | 8 أبريل 2013   |
| 95  | ليتوانيا                    | 26 سبتمبر 2013 |
| 96  | فيجي                        | 7 نوفمبر 2013  |
| 97  | بنغلاديش                    | 14 أكتوبر 2014 |
| 98  | غانا                        | 5 يوليو 2015   |
| 99  | فيتنام                      | 24 سبتمبر 2015 |
| 100 | الإكوادور                   | 15 أكتوبر 2015 |
| 101 | ساحل العاج                  | 16 فبراير 2016 |
| 102 | مالي                        | 16 فبراير 2016 |
| 103 | موريتانيا                   | 19 أكتوبر 2016 |
| 104 | سلوفاكيا                    | 6 يونيو 2017   |
| 105 | جمهورية أيرلندا             | 2017           |
| 106 | بنين                        | 17 مايو 2018   |
| 107 | جنوب السودان                | 17 مايو 2018   |
| 108 | طاجيكستان                   | 17 أغسطس 2018  |
| 109 | الأردن                      | 2 سبتمبر 2018  |
| 110 | بوتسوانا                    | 26 سبتمبر 2018 |
| 111 | أوغندا                      | 24 أكتوبر 2018 |
| 112 | النرويج                     | 28 يونيو 2019  |
| 113 | نيكاراغوا                   | 18 سبتمبر 2019 |
| 114 | النيجر                      | 21 نوفمبر 2020 |
| 115 | غامبيا                      | 11 أكتوبر 2021 |
| 116 | ناميبيا                     | 20 أكتوبر 2021 |
| 117 | رواندا                      | 16 يناير 2023  |
| 118 | جمهورية الكونغو             | 3 فبراير 2023  |
| 119 | كينيا                       | 1 سبتمبر 2023  |
| 120 | الرأس الأخضر                | 25 أبريل 2024  |
| 121 | سانت كيتس ونيفيس            | 28 سبتمبر 2024 |
| 122 | بوركينا فاسو                | غير محدد       |
| 123 | بوروندي                     | غير محدد       |
| 124 | جمهورية الكونغو الديمقراطية | غير محدد       |
| 125 | إثيوبيا                     | غير محدد       |
| 126 | اليونان                     | غير محدد       |
| 127 | لبنان                       | غير محدد       |

## العلاقات الثنائية
| الدولة                      | بداية العلاقات الرسمية | ملاحظات |
| --------------------------- | ---------------------- | --- |
| بلجيكا                      | 15 نوفمبر 1976         | - أقامت الدولتان علاقات دبلوماسية في 15 نوفمبر 1976. - يكون لدى جزر القمر سفارة في بروكسل. |
| الصين                       | 13 نوفمبر 1975         | أقامت الدولتان علاقات دبلوماسية في 13 نوفمبر عام 1975م أستضافت جزر القمر سفارة للصين. وكثيرًا ما كانت الصين مصدرًا للمساعدات الموجهة لجزر القمر، ويبدو أنهم كانوا يرغبون من وراء ذلك، الحفاظ على الاتصال مع جزر القمر من أجل موازنة النفوذ الهندي والسوفييتي (الروسي لاحقًا) في المحيط الهندي. في أغسطس عام 2008م، قام وفد من جزر القمر بزيارة الصين. وتعهد الوفد القمري، ووزير الدفاع الصيني، ورئيس أركان القوات المسلحة لجزر القمر سليمو محمد أميري، بزيادة التعاون بين جيشي البلدين. وفي إطار العلاقات بين البلدين، نجحت حملة علاج شاملة بمساعدة صينية في القضاء على الملاريا في جزيرة موهيلي القمرية، والتي يبلغ عدد سكانها حوالي 36 ألف نسمة. ويعتمد البرنامج العلاجي الذي أداره لي جوتشياو في معهد الطب الاستوائي على نبات الشيح الهجين من سلالة هجينة، وقد ساعد ذلك في القضاء على المرض، وخفض حالات الدخول إلى المستشفيات إلى 1% أو أقل من المستويات التي شهدتها البلاد في يناير 2008م. وأصبح الآن لزاماً على زوار موهيلي تناول أدوية مضادة للملاريا، وهي مزيج من الأرتيميسينين والبريماكين والبيريميثامين ، والتي توفرها الصين مجاناً. وعندما سئل لي عن صادرات الشيح الهجين، قال: "نريد أن نزرعه في الصين، وكل ما نصدره يعتمد على العلاقات الثنائية". وقد طلبت جزر القمر برنامجاً مماثلاً لكل من جزيرتي القمر الكبرى وأنجوان ، اللتين يبلغ عدد سكانهما الإجمالي 760 ألف نسمة، وقال لي إن بكين وافقت من حيث المبدأ. |
| جمهورية الكونغو الديمقراطية |                        | تحافظ الدولتان على العلاقات الدبلوماسية فيما بينهما، وقد قام الرئيس الكونغولي فيليكس تشيسكيدي بزيارة جزر القمر عام 2023م. |
| قبرص                        |                        | يتم تمثيل قبرص في جزر القمر من خلال سفارتها في بريتوريا. |
| الدنمارك                    | 1 ديسمبر 1981          | يتم تمثيل الدنمارك في جزر القمر من خلال سفارتها في دار السلام - تنزانيا. |
| فنلندا                      | 19 ديسمبر 1977         | أقامت الدولتان علاقات دبلوماسية في 19 ديسمبر عام 1977م. يتم تمثيل جزر القمر في فلندا من خلال سفارتها في باريس- فرنسا. |
| فرنسا                       | 1 يوليو 1978           | أقامت الدولتان علاقات دبلوماسية في 1 يوليو 1978م تعد علاقة جزر القمر بفرنسا، أهم علاقاتها الدولية على وجه الاطلاق. وقعت فرنسا وجزر القمر معاهدة أمنية متبادلة في عام 1978م؛ بعد انقلاب المرتزقة ضد عبد الله في عام 1989م، أعادت القوات الفرنسية النظام وتولت مسؤولية إعادة تنظيم وتدريب جيش جزر القمر. جزر القمر تطالب بجزيرة مايوت التي تديرها فرنسا وجزر غلوريوسو. |
| الهند                       | 4 يوليو 1976           | - أقامت الدولتان علاقات دبلوماسية في يونيو 1976م. - كلا البلدين من أصحاب العضوية الكاملة في رابطة دول حافة المحيط الهندي. |
| إندونيسيا                   | 23 يوليو 1983          | أقامت الدولتان علاقات دبلوماسية في 23 يونيو عام 1983م. - إندونيسيا ممثلة في جزر القمر من خلال سفارتها في دار السلام. - كلا البلدين من أصحاب العضوية الكاملة في منظمة التعاون الإسلامي، ورابطة دول حافة المحيط الهندي. |
| جمهورية أيرلندا             | 24 أكتوبر 2018         | يتم تمثيل أيرلندا في جزر القمر من خلال سفارتها في دار السلام- تنزانيا. |
| إيطاليا                     | 1 نوفمبر 1976          | أقامت الدولتان علاقات دبلوماسية في 1 نوفمبر عام 1976 - يتم تمثيل جزر القمر في إيطاليا من خلال سفارتها في باريس بفرنسا، وقنصليتها الشرفية في روما - وتمثل إيطاليا في جزر القمر من خلال سفارتها في دار السلام، وقنصلية شرفية في أنجوان |
| اليابان                     | 14 نوفمبر 1977         | العلاقات بين اليابان وجزر القمر لها أهمية خاصة، حيث تعد اليابان ثاني أكبر مقدم للمساعدات في جزر القمر، وذلك من خلال تمويلها لمصائد الأسماك والغذاء، وتطوير الطرق السريعة. |
| ليبيا                       | 1 أبريل 1976           | أقامت الدولتان علاقات دبلوماسية في 1 أبريل عام 1976م |
| ماليزيا                     | 2000                   | أقامت الدولتان علاقات دبلوماسية في عام 2000م. |
| المكسيك                     | 13 أكتوبر 2008         | أقامت الدولتان علاقات دبلوماسية في 13 أكتوبر عام 2008م. - جزر القمر ليست معتمدة لدي المكسيك. - المكسيك معتمدة لدى جزر القمر من خلال سفارتها في نيروبي - كينيا. |
| المغرب                      |                        | انظر: العلاقات المغربية الجزر قمرية تحافظ الدولتان على العلاقات الدبلوماسية فيما بينهما، وقد قامت كلتاهما بتوقيع 11 أتفاقية عام 2022م. |
| هولندا                      | 21 فبراير 1977         | - يتم تمثيل جزر القمر في هولندا من خلال سفارتها في بروكسيل- بلجيكا. - يتم تمثيل هولندا في جزر القمر من خلال سفارتها في دار السلام. |
| النيجر                      |                        | تحافظ الدولتان على علاقات ودية فيما بينهما. |
| كوريا الشمالية              |                        | أقامت الدولتان علاقات دبلوماسية في 13 نوفمبر عام 1975م . |
| قطر                         |                        | جزر القمر قطعت علاقاتها الدبلوماسية مع قطر في يونيو 2017م. |
| السعودية                    |                        | انظر: العلاقات السعودية مع جزر القمر المملكة العربية السعودية لديها سفارة في جزر القمر. |
| صربيا                       | 24 نوفمبر 1976         | أقامت الدولتان علاقات دبلوماسية في 24 نوفمبر 1976م. صربيا ممثلة في جزر القمر من خلال سفارتها في نيروبي- كينيا. |
| جنوب أفريقيا                | 14 مايو 1993           | أقامت الدولتان علاقات دبلوماسية في 14 مايو 1993م العلاقة الوثيقة التي طورتها جزر القمر مع جنوب إفريقيا في الثمانينيات، بدت وكأنها أقل أهمية بكثير لكلا البلدين في التسعينيات. وعلى الرغم من استمرار جنوب إفريقيا في تقديم المساعدات الإنمائية، غير أنها أغلقت قنصليتها في موروني في عام 1992. ومنذ انقلاب عام 1989م، وطرد المرتزقة الممولين من جنوب إفريقيا لاحقًا، قامت جزر القمر أيضًا بالابتعاد عن جنوب إفريقيا، وتوجهت نحو فرنسا للمساعدة في احتياجاتها الأمنية. |
| تركيا                       | 22 أغسطس 1979          | - سفارة جزر القمر في القاهرة معتمدة لدى تركيا. - السفير التركي في أنتاناناريفو بمدغشقر، معتمد أيضًا من قبل أتحاد جزر القمر. - بلغ حجم التجارة بين البلدين في عام 2019م، حوالي 21.1 مليون دولار أمريكي. |
| أوكرانيا                    | 23 يوليو 1993          | - أقامت الدولتان علاقات دبلوماسية في 23 يوليو 1993م. - جزر القمر لديها قنصلية في كييف. - أوكرانيا ممثلة في جزر القمر من خلال سفارتها في نيروبي- كينيا. |
| المملكة المتحدة             | 3 أكتوبر 1977          | أقامت الدولتان علاقات دبلوماسية في 3 أكتوبر عام 1977م. بريطانيا العظمى ممثلة في جزر القمر من خلال سفارتها في أنتاناناريفو. |
| الولايات المتحدة            | 15 أغسطس 1977          | أقامت الدولتان علاقات دبلوماسية في 15 أغسطس عام 1977م. قامت الولايات المتحدة بتأسيس سفارتها في موروني في 26 أغسطس 1985م، غير أنه قد تم إغلاقها في 30 سبتمبر 1993. وقد تم اعتماد سفراء أمريكيين لاحقين في جزر القمر في موريشيوس، على أن تكون إقامتهم في العاصمة بورت لويس. وفي 6 مارس 2006، تم نقل مسؤوليات السفارة في بورت لويس إلى السفارة في أنتاناناريفو. تتمتع الدولتان بعلاقات ودية. ويبدو أن الالتزام التاريخي من جانب الولايات المتحدة ضمن نطاق اهتمام فرنسا في المحيط الهندي سيستمر بعد اجتماع نوفمبر 2009 بين رؤساء الدول. ويبدو أن العلاقات الودية المستقبلية بين البلدين ستظل واعدة. |
| أوزبكستان                   | 21 مايو 2005           | - أقامت الدولتان علاقات دبلوماسية في 21 مايو 2005م. - كلا الدولتين من أصحاب العضوية الكاملة في منظمة التعاون الإسلامي. |
| اليمن                       | 6 يناير 1985           | أقامت الدولتان علاقات دبلوماسية في 6 يناير 1985. وفي أبريل 2008م، وقعت وزارة الزراعة والري في اليمن، ووزارة الثروة السمكية والبيئة في جزر القمر، مذكرة تفاهم بشأن التعاون الزراعي بين البلدين. |